# Tim Rumsey
Tim Rumsey (* 1977 in Lincoln, Nebraska) ist ein US-amerikanischer Komponist, Musikpädagoge und Musikverleger.

## Leben und Schaffen
Rumsey hatte in seiner Kindheit Klavier- und Trompetenunterricht und betätigte sich bereits während seines Studiums am adventistischen Union College in Lincoln als Komponist und Arrangeur. Er spielte in der Band des Union College und einem Bläsersextett. Nach dem Abschluss 2000 erwarb er den Mastergrad in Musiktheorie und Komposition an der James Madison University. 2012 erlangte er den Grad eines Doctor of Musical Arts an der University of Georgia. Seine Dissertationsarbeit war das Oratorium Neither Life Nor Death für Solisten, Chor, Orchester und Orgel.
Nach dem Abschluss des Union College unterrichtete Rumsey sieben Jahre lang Musik im Gebiet des Shenandoah Valley. 2008 gründete er den Musikverlag Laudation Music für zeitgenössische Musik, Kirchenmusik und Unterrichtswerke. Von 2009 bis 2012 unterrichtete er an der Bass Memorial Academy in Mississippi. Er veröffentlichte zwei CDs, Hymns for Brass und Emanuel, eine Sammlung von Weihnachtsmusik für Chor und für Orchester. Die Tschechische Philharmonie spielte im elften Teil ihrer Reihe Masterworks of the Modern Era Musik Rumseys ein.

## Quelle
- Alliance Publications - R - Rumsey, Tim
- International Adventist Musicians Association - Tim Rumsey

| Personendaten    | Personendaten                                                |
| ---------------- | ------------------------------------------------------------ |
| NAME             | Rumsey, Tim                                                  |
| KURZBESCHREIBUNG | US-amerikanischer Komponist, Musikpädagoge und Musikverleger |
| GEBURTSDATUM     | 1977                                                         |
| GEBURTSORT       | Lincoln (Nebraska)                                           |